# Coccophagus distinctus
Coccophagus distinctus is een vliesvleugelig insect uit de familie Aphelinidae. De wetenschappelijke naam is voor het eerst geldig gepubliceerd in 2017 door Li en Chen.